# 皮埃尔·阿尔巴朗
皮埃尔·阿尔巴朗（法語：Pierre Albarran，1893年5月18日—1960年2月24日），法国男子网球运动员。他曾代表法国参加1920年夏季奥林匹克运动会网球比赛，搭档马克斯·德屈吉获得男子双打铜牌。